# Margit Korondi
Margit Korondi, née le 24 juin 1932 à Celje en Yougoslavie et morte le 6 mars 2022 à Las Vegas, est une gymnaste artistique hongroise.

## Biographie sportive
Elle est championne olympique en barres asymétriques, médaillée d'argent en concours général par équipes et médaillée de bronze en concours général individuel, au sol, à la poutre et en exercices d'ensemble avec agrès portatifs par équipes aux Jeux olympiques de 1952 à Helsinki.
Aux Jeux olympiques de 1956 à Melbourne, elle remporte le titre en exercices d'ensemble avec agrès portatifs par équipes et la médaille d'argent en concours général par équipes.